# Jeremy de León
 (juillet 2024).
Si vous disposez d'ouvrages ou d'articles de référence ou si vous connaissez des sites web de qualité traitant du thème abordé ici, merci de compléter l'article en donnant les références utiles à sa vérifiabilité et en les liant à la section « Notes et références ».
Jeremy de León, né le 18 mars 2004 à San Juan à Porto Rico, est un footballeur international portoricain. Il joue au poste d’ailier droit au Hércules CF, en prêt du Real Madrid Castilla.

## Biographie

### Parcours en club
Le 24 janvier 2024, le CD Castellón annonce officiellement le transfert de de León au Real Madrid Castilla — équipe B du Real Madrid. Ses débuts avec la Castilla ont eu lieu le 28 janvier face à Linares,. Le 18 mai, il marque son premier but avec la Castilla contre Intercity.